# Florent Serra

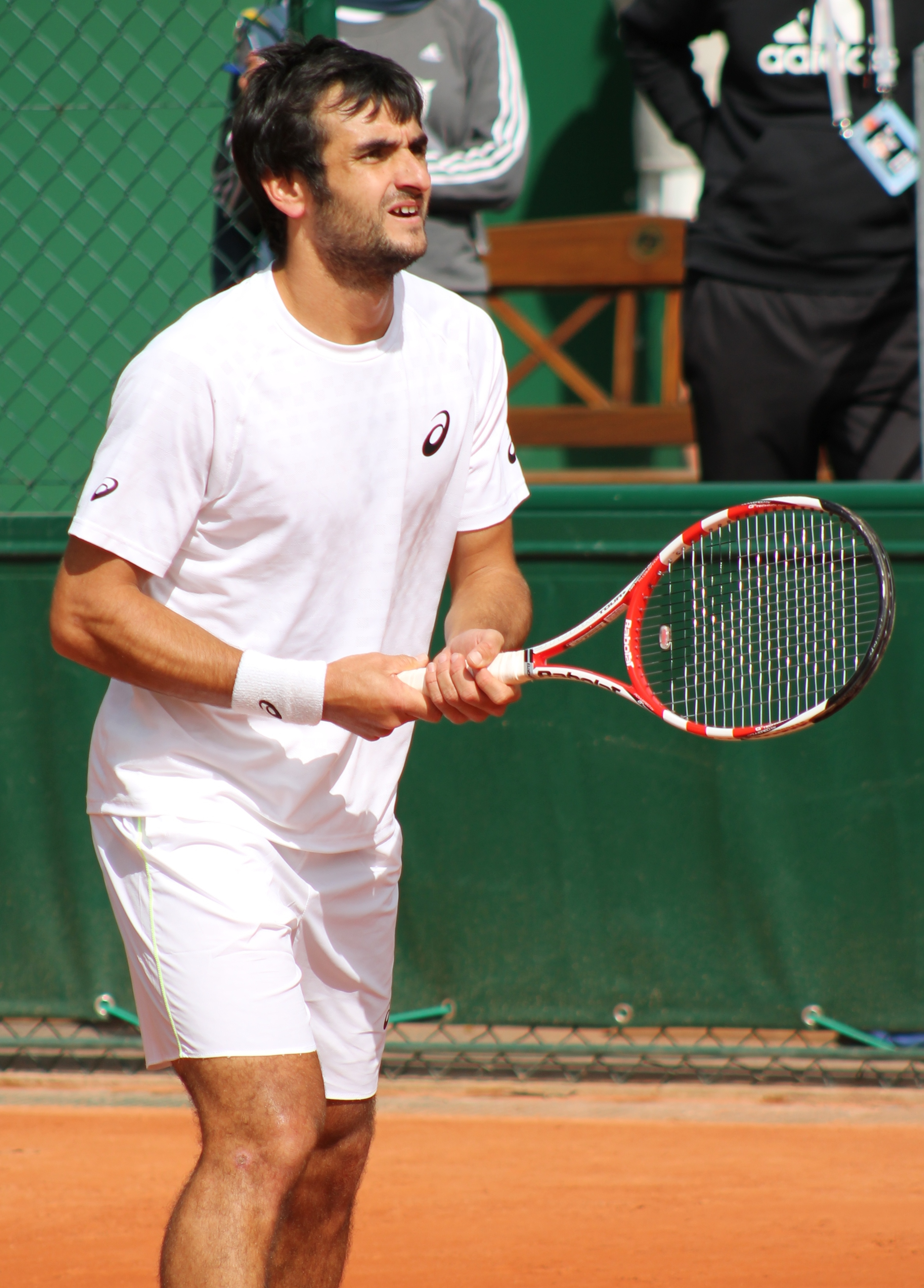
Florent Serra 2013.

Florent Lucien Serra (Bordeus, 28 de febrer de 1981) és un jugador professional de tennis francès retirat.
El seu palmarès consta de dos títols individuals del circuit ATP i va arribar a ocupar el 36è lloc del rànquing individual.

## Biografia
Fill de Jean-Luc i Martine Serra. Va començar a jugar a tennis amb set anys a Bordeus fins que es va traslladar a París quan ja era major d'edat per formar part del programa d'entrenament nacional francès.
Es va casar amb Séverine de Cordova, amb qui va tenir un fill anomenat Raphael. La família es va establir a la ciutat suïssa de Neuchâtel.

## Palmarès

### Individual: 3 (2−1)
| Llegenda (pre/post 2009)                                 |
| -------------------------------------------------------- |
| Grand Slams (0−0)                                        |
| Tennis Masters Cup / ATP Finals (0−0)                    |
| ATP Masters Series / ATP World Tour Masters 1000 (0−0)   |
| ATP International Series Gold / ATP World Tour 500 (0−0) |
| ATP International Series / ATP World Tour 250 (2−1)      |

| Títols per superfície |
| --------------------- |
| Dura (1−0)            |
| Gespa (0−0)           |
| Terra batuda (1−1)    |

| Resultat  | Núm. | Data                   | Torneig             | Superfície   | Oponent             | Marcador |
| --------- | ---- | ---------------------- | ------------------- | ------------ | ------------------- | -------- |
| Guanyador | 1.   | 19 de setembre de 2005 | Bucarest, Romania   | Terra batuda | Igor Andreev        | 6−3, 6−3 |
| Guanyador | 2.   | 8 de gener de 2006     | Adelaida, Austràlia | Dura         | Xavier Malisse      | 6−3, 6−4 |
| Finalista | 1.   | 12 d'abril de 2009     | Casablanca, Marroc  | Terra batuda | Juan Carlos Ferrero | 4−6, 5−7 |

### Dobles masculins: 1 (0−1)
| Llegenda (pre/post 2009)                                 |
| -------------------------------------------------------- |
| Grand Slams (0−0)                                        |
| Tennis Masters Cup / ATP Finals (0−0)                    |
| ATP Masters Series / ATP World Tour Masters 1000 (0−0)   |
| ATP International Series Gold / ATP World Tour 500 (0−0) |
| ATP International Series / ATP World Tour 250 (0−1)      |

| Títols per superfície |
| --------------------- |
| Dura (0−0)            |
| Gespa (0−0)           |
| Terra batuda (0−1)    |

| Resultat  | Núm. | Data               | Torneig        | Superfície   | Parella      | Oponents                      | Marcador         |
| --------- | ---- | ------------------ | -------------- | ------------ | ------------ | ----------------------------- | ---------------- |
| Finalista | 1.   | 15 de juny de 2007 | Gstaad, Suïssa | Terra batuda | Marc Gicquel | František Čermák Pavel Vizner | 5−7, 7−5, [7−10] |

## Trajectòria

### Individual
| Open d'Austràlia | A   | A   | Q1  | Q1    | 2R    | 2R    | 2R    | 2R    | 2R    | 3R    | 1R   | 2R  | Q3  | 0 / 8     | 5 – 8     |
| Roland Garros | Q1  | Q1  | Q2  | 1R    | 2R    | 2R    | 2R    | 3R    | 1R    | 2R    | 1R   | 2R  | 1R  | 0 / 10    | 7 – 10    |
| Wimbledon | A   | Q2  | A   | Q3    | A     | 1R    | 2R    | 2R    | 1R    | 2R    | 1R   | 2R  | Q2  | 0 / 7     | 4 – 7     |
| US Open | A   | Q1  | Q3  | Q3    | 2R    | 1R    | 2R    | 2R    | 2R    | 2R    | A    | 1R  | 1R  | 0 / 8     | 5 – 8     |
| Total Victòries−Derrotes | 0−0 | 0−2 | 2−3 | 17−12 | 10−10 | 23−26 | 16−24 | 20−24 | 24−29 | 19−27 | 4−12 | 5−8 | 0−4 | 123 – 170 | 123 – 170 |
| Rànquing a final d'any | 325 | 202 | 218 | 213   | 49    | 60    | 92    | 59    | 65    | 69    | 171  | 118 | 218 |           |           |
| Llegenda: G: Guanyador; F: Finalista; SF: Semifinalista; QF: Quarts de final; Q: Qualificació; A: Absent; RR: Round Robin; NC: No celebrat; |     |     |     |       |       |       |       |       |       |       |      |     |     |           |           |

### Dobles masculins
| Open d'Austràlia | A   | A   | 1R   | 2R  | 2R  | 1R   | A   | A    | A   | A   | A   | A    | 0 / 4   | 2 – 4   |
| Roland Garros | 1R  | 1R  | 1R   | 1R  | 1R  | 1R   | A   | A    | 1R  | 3R  | 1R  | 1R   | 0 / 10  | 2 – 10  |
| Wimbledon | A   | A   | 1R   | 2R  | 1R  | A    | A   | A    | A   | A   | A   | A    | 0 / 3   | 1 – 3   |
| US Open | A   | A   | 1R   | 3R  | A   | 1R   | A   | A    | A   | A   | A   | A    | 0 / 3   | 2 – 3   |
| Total Victòries−Derrotes | 0−1 | 0−1 | 5−15 | 6−8 | 2−7 | 0−10 | 1−8 | 0−2  | 1−1 | 3−2 | 0−1 | 0−1  | 18 – 57 | 18 – 57 |
| Rànquing a final d'any | 757 | 653 | 178  | 130 | 425 | –    | 742 | 1047 | 771 | 242 | 992 | 1175 |         |         |
| Llegenda: G: Guanyador; F: Finalista; SF: Semifinalista; QF: Quarts de final; Q: Qualificació; A: Absent; RR: Round Robin; NC: No celebrat; |     |     |      |     |     |      |     |      |     |     |     |      |         |         |